# Дискография Krewella
Дискография американского дуэта Krewella.

## Альбомы

### Студийные альбомы
| Название                                                                                    | Информация об альбоме                                                                                              | Позиции в чартах | Позиции в чартах | Позиции в чартах | Позиции в чартах | Позиции в чартах | Позиции в чартах | Позиции в чартах |
| Название                                                                                    | Информация об альбоме                                                                                              | US               | US Dance         | AUS              | CAN              | JPN              | NZ               | UK               |
| ------------------------------------------------------------------------------------------- | --- | ---------------- | ---------------- | ---------------- | ---------------- | ---------------- | ---------------- | ---------------- |
| Get Wet                                                                                     | - Дата выхода: 24 сентября 2013 - Лейбл: Columbia Records - Форматы: CD, цифровая дистрибуция                      | 8                | 1                | 45               | 14               | 55               | 40               | 179              |
| Zer0                                                                                        | - Дата выхода: 31 января 2020 - Лейбл: Mixed Kids Records - Форматы: грампластинка, цифровая дистрибуция, стриминг | —                | 23               | —                | —                | —                | —                | —                |
| The Body Never Lies                                                                         | - Дата выхода: 4 марта 2022 - Лейбл: Mixed Kids Records - Форматы: цифровая дистрибуция, стриминг                  | —                | —                | —                | —                | —                | —                | —                |
| "—" обозначает, что альбом не участвовал в чартах либо не был выпущен на данной территории. | |                  |                  |                  |                  |                  |                  |                  |

### Мини-альбомы
| Play Hard                                                                                        | - Выпущен: 18 Июня 2012 - Лейбл: Krewella Music, LLC - Форматы: CD, Цифровая дистрибуция    | — | 6 | — | 2 |
| Play Harder                                                                                      | - Выпущен: 10 Декабря 2012 - Лейбл: Krewella Music, LLC - Форматы: CD, Цифровая дистрибуция | — | — | — | — |
| Ammunition                                                                                       | - Выпущен: 20 Мая 2016 - Лейбл: Columbia Records - Форматы: Цифровая дистрибуция            | — | — | — | — |
| New World, Pt. I                                                                                 | - Выпущен: 8 Июня 2017 - Лейбл: Mixed Kids Records - Форматы: Цифровая дистрибуция          | — | — | — | — |
| "—" обозначает, что мини-альбом не участвовал в чартах либо не был выпущен на данной территории. |                                                                                             |   |   |   |   |

## Синглы

### Сольные
| Название                                                                                   | Год  | Позиции в чартах | Позиции в чартах | Позиции в чартах | Позиции в чартах | Позиции в чартах | Позиции в чартах | Позиции в чартах | Позиции в чартах | Альбом                |
| Название                                                                                   | Год  | US               | US 40            | US Digi.         | AUS              | BEL              | CAN              | FRA              | NLD              | Альбом                |
| ------------------------------------------------------------------------------------------ | ---- | ---------------- | ---------------- | ---------------- | ---------------- | ---------------- | ---------------- | ---------------- | ---------------- | --------------------- |
| "Killin' It"                                                                               | 2012 | —                | —                | —                | —                | —                | —                | —                | —                | Play Hard / Get Wet   |
| "Alive"                                                                                    | 2012 | 32               | 9                | 40               | —                | 22               | 50               | 159              | 81               | Play Hard / Get Wet   |
| "Come & Get It"                                                                            | 2012 | —                | —                | —                | —                | —                | —                | —                | —                | Play Harder / Get Wet |
| "Live for the Night"                                                                       | 2013 | 100              | 30               | 41               | 87               | —                | 96               | —                | —                | Get Wet               |
| "Human"                                                                                    | 2013 | —                | —                | —                | —                | —                | —                | —                | —                | Get Wet               |
| "Enjoy the Ride"                                                                           | 2013 | —                | —                | —                | 84               | 19               | —                | —                | —                | Get Wet               |
| "Legacy" (vs. Nicky Romero)                                                                | 2013 | —                | —                | —                | 44               | —                | —                | —                | —                | Сингл вне альбома     |
| "Party Monster"                                                                            | 2014 | —                | —                | —                | —                | —                | —                | —                | —                | Сингл вне альбома     |
| "Say Goodbye"                                                                              | 2014 | —                | —                | —                | —                | —                | —                | —                | —                | Сингл вне альбома     |
| "Somewhere to Run"                                                                         | 2015 | —                | —                | —                | —                | —                | —                | —                | —                | Сингл вне альбома     |
| "Beggars" (c Diskord)                                                                      | 2016 | —                | —                | —                | —                | —                | —                | —                | —                | Ammunition            |
| "Broken Record"                                                                            | 2016 | —                | —                | —                | —                | —                | —                | —                | —                | Ammunition            |
| "Team"                                                                                     | 2016 | —                | —                | —                | —                | —                | —                | —                | —                | New World, Pt. I      |
| "Be There"                                                                                 | 2017 | —                | —                | —                | —                | —                | —                | —                | —                | New World, Pt. I      |
| "Love Outta Me"                                                                            | 2017 | —                | —                | —                | —                | —                | —                | —                | —                | New World, Pt. I      |
| "New World" (c Yellow Claw и Taylor Bennet)                                                | 2017 | —                | —                | —                | —                | —                | —                | —                | —                | Сингл вне альбома     |
| "Dead AF"                                                                                  | 2017 | —                | —                | —                | —                | —                | —                | —                | —                | Сингл вне альбома     |
| "New World" (c Yellow Claw и VAVA)                                                         | 2018 | —                | —                | —                | —                | —                | —                | —                | —                | Сингл вне альбома     |
| "Alibi"                                                                                    | 2018 | —                | —                | —                | —                | —                | —                | —                | —                | Сингл вне альбома     |
| "Bitch Of The Year"                                                                        | 2018 | —                | —                | —                | —                | —                | —                | —                | —                | Сингл вне альбома     |
| "Runaway"                                                                                  | 2018 | —                | —                | —                | —                | —                | —                | —                | —                | Сингл вне альбома     |
| "—" обозначает, что сингл не участвовал в чартах либо не был выпущен на данной территории. |      |                  |                  |                  |                  |                  |                  |                  |                  |                       |

### Совместно с другими исполнителями
| Название                   | Год  | Исполнители                | Альбом                 |
| -------------------------- | ---- | -------------------------- | ---------------------- |
| "Rise & Fall"              | 2012 | Adventure Club             | Сингл вне альбома      |
| "United Kids of the World" | 2013 | Headhunterz                | Сингл вне альбома      |
| "Lights & Thunder"         | 2014 | Gareth Emery               | Drive                  |
| "Set Yourself Free"        | 2014 | Tiësto                     | A Town Called Paradise |
| "Love Song to the Earth"   | 2015 | Paul McCartney             | Сингл вне альбома      |
| "Superstar"                | 2016 | Pegboard Nerds (с NGHTMRE) | Сингл вне альбома      |

## Видеоклипы

### Сольные
| Название                    | Год  | Режиссёр(ы)                  |
| --------------------------- | ---- | ---------------------------- |
| "Killin' It"                | 2012 | Laine Kelly                  |
| "Feel Me"                   | 2012 | Miles Evert                  |
| "Alive"                     | 2012 | Bryan Schlam                 |
| "Live For The Night"        | 2013 | Aggressive                   |
| "Legacy" (vs. Nicky Romero) | 2013 | Kyle Padilla                 |
| "Human"                     | 2014 | Miles Evert                  |
| "Enjoy the Ride"            | 2014 | K Tanch                      |
| "Party Monster"             | 2014 | Laine Kelly                  |
| "Somewhere to Run"          | 2015 | Rory Kramer                  |
| "Beggars"                   | 2016 | Laine Kelly & Brandon Parker |

### Совместно с другими исполнителями
| Название                                                    | Год  | Режиссёр(ы)    |
| ----------------------------------------------------------- | ---- | -------------- |
| "United Kids of the World" (Headhunterz featuring Krewella) | 2013 | Robby Starbuck |

## Компиляции
| Название                            | Информация об альбоме                                                                  |
| ----------------------------------- | -------------------------------------------------------------------------------------- |
| "The Future Sound of EDM: Krewella" | - Выпущен: 23 Июня 2014 - Лейбл: Ministry Of Sound - Форматы: CD, Цифровая дистрибуция |

## Ремиксы
- 2011: Skrillex — Breathe («I Touch the Sky» Remix)
- 2012: Knife Party — Fire Hive («Fuck on Me» Remix)
- 2012: Adventure Club feat. Krewella — Rise & Fall (Krewella Remix)
- 2013: Zedd — Scorpion Move
- 2013: Fall Out Boy — Alone Together

## DJ миксы
Troll Mixes
- 2012: Troll Mix Vol. 1: Fuck Finals
- 2013: Troll Mix Vol. 2: Road To Ultra
- 2013: Troll Mix Vol. 3: Makeout Edition
- 2013: Troll Mix Vol. 4: Get Ripped Or Die Trying
- 2013: Troll Mix Vol. 5: Get Wet
- 2013: Troll Mix Vol. 6: Trick or Troll
- 2013: Troll Mix Vol. 7: Jingle Troll Rock
- 2013: Troll Mix Vol. 8: Happy Krew Year
- 2014: Troll Mix Vol. 9: Just The Tip Valentine's Edition
- 2014: Troll Mix Vol. 10: Pre-game Edition
- 2014: Troll Mix Vol. 11: Road to Coachella
- 2014: Troll Mix Vol. 12: To 150 BPM & Beyond
- 2014: Troll Mix Vol. 13: Sex On The Dance Floor[18]
- 2015: Troll Mix Vol. 14: Return Of The Trolls[19]
- 2016: Troll Mix Vol. 15: Sweatbox Edition
- 2017: Troll Mix Vol. 16: Winter Remedy Mix
- 2017: Troll Mix Vol. 17: Weekend Warriors
- 2017: Troll Mix Vol. 18: Troll Mix & Chill
- 2017: Troll Mix Vol. 19: New World Tour Pre-game
- 2017: Troll Mix Vol. 20: Dead Af Edition